# Rarezas (álbum de Héroes del Silencio)
Rarezas es el primer álbum recopilatorio de la banda de rock española Héroes del Silencio. Fue lanzado por la discográfica EMI después de la disolución del grupo en 1996. El disco tiene una recopilación de caras-b y temas realmente inéditos. La selección de temas fue elegida por Pedro Andreu y Joaquín Cardiel. 

## Lista de canciones
Todos los temas compuestos por Héroes del Silencio, excepto "Apuesta Por el Rock'n'Roll" compuesta por Mauricio Aznar y Gabriel Sopeña.
| N.º | Canción                                              | Duración |
| --- | ---------------------------------------------------- | -------- |
| 1.  | "Apuesta por el Rock’n’Roll"                         | 3:50     |
| 2.  | "Virus"                                              | 4:35     |
| 3.  | "Babel"                                              | 4:24     |
| 4.  | "... Y parasiempre"                                  | 3:44     |
| 5.  | "Medicina húmeda"                                    | 3:01     |
| 6.  | "El cuadro"                                          | 2:37     |
| 7.  | "No más lágrimas" (En Directo)                       | 3:36     |
| 8.  | "La chispa adecuada (Bendecida 3)" (Versión Rarezas) | 4:16     |
| 9.  | "Acústica"                                           | 3:00     |
| 10. | "Opio" (Ganges Vals Version)                         | 6:07     |
| 11. | "Morir todavía"                                      | 4:06     |
| 12. | "Hologramas"                                         | 2:17     |
| 13. | "Nuestros nombres" (Noel Harris Remix)               | 8:58     |
| 14. | "Héroe de leyenda" (En Directo)                      | 5:13     |

## Sencillos
| N.º | Canción                      | Fecha de publicación |
| --- | ---------------------------- | -------------------- |
| 1.  | "Apuesta Por el Rock’n’Roll" | 1998                 |
| 2.  | "Morir Todavía"              | 1998                 |

## Videoclips[1]
| N.º | Canción                      | Año de publicación | Descripción |
| --- | ---------------------------- | ------------------ | --- |
| 1.  | "Apuesta Por el Rock’n’Roll" | 1998               | Incluye una entrevista a todos los miembros y montaje de imágenes en directo con la canción “Apuesta Por El Rock’N’Roll”. El video acompaña de regalo un sencillo en CD promocional con la canción “Deshacer El Mundo” (Demo de Benasque). |